# 明水河镇
明水河镇，是中华人民共和国内蒙古自治区兴安盟阿尔山市下辖的一个乡镇级行政单位。

## 行政区划
明水河镇下辖以下地区：
明水社区、西口社区、蛤蟆沟村、好森沟村、明水村和西口村。